# Alone in the Dark
Alone in the Dark je survival hororová videoherní série původně vyvinutá francouzskou společností Infogrames. Ve většině her hráč ovládá soukromého detektiva Edwarda Carnbyho, který jde prozkoumat strašidelný dům nebo město, které je plné nemrtvých tvorů.
První hra je uznávaná jako raný příklad hororových videoher a je jí často připisované vytvoření tohoto žánru. Původní příběh byl založen na spisech H. P. Lovecrafta, pozdější hry v sérii čerpaly inspiraci z jiných zdrojů, včetně voodoo, divokého západu a děl H. R. Gigera. Bylo vytvořeno šest dílů série s různými tématy a místy. Na základě her vznikly dva komiksy a dva filmy.
První čtyři hry produkovala firma Infogrames, od roku 2008 Atari SA a od roku 2018 společnost THQ Nordic.

## Série

### Alone in the Dark(1992)
V srpnu 1924 se oběsil na půdě svého louisianského sídla Derceto známý malíř Jeremy Hartwood. Jeho smrt se zdá být podezřelá, o sídle se také říká, že je pronásledované zlou mocí. Hráč převezme roli buď Edwarda Carnbyho (soukromého detektiva, který je poslán najít klavír na půdě pro obchodníka se starožitnostmi) nebo Emily Hartwood (Jeremyho neteř, která má také zájem najít klavír, protože věří, že obsahuje tajemství, které by vysvětlilo Jeremyho sebevraždu). 
Na půdě jsou postavy napadeni monstry a hráč postupuje domem dolů. Z dokumentů se hráč dozví, že pirát jménem Ezechiel Pregzt prováděl v 17. století v jeskyních okultistické temné rituály, aby nepřirozeně prodloužil život. Pozemky nad jeskyněmi roku 1818 koupil a postavil nad nimi své sídlo. Pregzt byl zastřelen vojáky z tábora Unie roku 1862 během americké občanské války. 
Pregztův duch však žije dál ve stromě v jeskyních pod sídlem. Hráč se dozvídá, že Jeremy Hartwood se zabil, aby zabránil použití jeho těla Pregztem jako hostitele. Z tohoto důvodu se Pregzt nyní zaměřuje na hlavní postavu. Hráč se vydává konfrontovat Pregzta do jeskyní, aby se mohl dostat ven z domu.
Hra vyšla na MS-DOS, 3DO, Mac OS, PC-98, FM Towns a iOS. Disketová verze oproti CD verzi neobsahuje hlasy a disponuje jednodušší FM Synth/MIDI hudbou.

### Alone in the Dark 2(1993)
O Vánocích roku 1924 detektiv Edward Carnby vyšetřuje únos osmileté dívky Grace Saundersové. Stopa vede do starého sídla s názvem Hell's Kitchen, domovu gangstera Jednookého Jacka. Edward zjišťuje, že jeho kolega Ted Stryker, který také pátral po Grace, byl v tomto sídle zavražděn.
Edward nakonec zjistí, že těla mafiánů ovládají duchové pirátů, kteří před stovkami let drancovali moře, přičemž prodali své duše výměnou za věčný život prostřednictvím voodoo magie. Edward nalézá pod domem pirátskou loď ukrytou v útesu a pátrá dále po malé Grace. Tu unesla mocná čarodějka Elizabeth Jarret, partnerka Jednookého Jacka. Grace Saundersová je také v jedné části hratelná.
Hra je kvůli soubojům nejtěžší z původní trilogie. Z MS-DOS byla hra portovaná na PC-98, FM Towns a 3DO. Disketová verze oproti CD verzi neobsahuje hlasy ani hudbu. V roce 1996 vyšla hra na Sega Saturn a PlayStation pod jménem Alone in the Dark: Jack Is Back v Evropě a Alone in the Dark: One-Eyed Jack's Revenge v Severní Americe, tato verze obsahovala vylepšené texturované modely. 
Jack in the Dark byla malá hratelná upoutávka na druhý díl. Grace Saundersová během halloweenu vejde do hračkářství, kde je uzamčena. Hračky zde ožívají a Grace musí zachránit Santa Clause před zlým kašpárkem v krabici (Jack in the box).

### Alone in the Dark 3(1995)
Po úspěších Edwarda Carnbyho v předchozích dvou vyšetřováních mu novináři přezdívají „nadpřirozené soukromé očko“. V červenci 1925 je detektiv najat, aby prošetřil zmizení filmového štábu v opuštěném westernovém městě Slaughter Gulch v mohavské poušti. Mezi zmizelými je také Emily Hartwood z prvního dílu. Edward zjisťuje, že za zmizením štábu stojí duch kovboje jménem Jed Stone a jeho kumpáni. Jed Stone je synem Ezechiel Pregzta a Elizabeth Jarret. Edwardovi pomáhají také indiáni Navaho a v jedné části jste reinkarnován do pumy.
Hra poprvé disponuje nastavením obtížnosti soubojů, dohrát tento díl je tak jednodušší než ten předešlý. vyšla na MS-DOS a PC-98, roku 1996 také na MS-Windows a Mac OS. Disketová verze oproti CD verzi neobsahuje hlasy ani hudbu.

### Alone in the Dark: The New Nightmare(2001)
V říjnu 2001 je Charles Fiske, kamarád a kolega detektiva Edwarda Carnbyho, nalezen zastřelený u pobřeží Shadow Island, tajemného ostrova poblíž pobřeží Massachusetts. Fiske pátral po třech indiánských a údajně mocných tabulkách. 
Ostrov vlastní bratři Obed a Alan Mortonovi a jejich matka. Obed je talentovaný antropolog, který dokázal rozluštit magii původních indiánů, se kterou je možné otevírat portály do Světa temnoty. Alan od mala komunikoval s bytostmi z tohoto světa, později se zajímal o to, jak je využít k ovládnutí našeho světa a dělal na nich a lidech experimenty. Jejich bádání financuje organizace Bureau 713, zabývající se paranormálními jevy. Její pracovník Frederick Johnson posílá na ostrov Edwarda a mladou profesorku z Bostonské univerzity Aline Cedrac, protože podezřívá svého šéfa, že nechal zabít Fiskeho. Aline také tvrdí, že je Obed její otec, jelikož měl dceru jménem Aline.
Na začátku si můžete vybrat jestli budete hrát za Edwarda Carnbyho, anebo za Aline Cedrac. I když se několikrát potkají, obě kampaně jsou velmi odlišné. Hrát za Carnbyho také znamená více akce a méně hádanek a u Aline naopak. Jejich letadlo je nad ostrovem zasáhnuto neznámým tvorem, Edward s padákem přistane v lese u panství Mortonů a Aline přistane na jeho střeše.
Prostředí připomíná více sérii Resident Evil. Hra vyšla na MS-Windows, PlayStation, PlayStation 2 a Dreamcast.

### Alone in the Dark(2008)
Detektiv Edward Carnby se roku 2008 zotavuje v New Yorku ze ztráty paměti. Dozorce dostane pokyn, aby vzal Edwarda na střechu k popravě, je ovšem zabit neviditelnou silou. Edward bloudí hroutící se budovou a hledá východ, přičemž vidí jak je několik lidí zabito podobným způsobem jako strážný. Střetne se s obchodnicí s uměním Sarah Flores a okultistou Theo Paddingtonem, ten ho údajně zná a vysvětluje, že ho okultista Crowley donutil provést na Edwardovi exorcismus a snaží se uvolnit zlou moc kamene mudrců.
V autě vyjedou z garáže ven a zjišťují, že je zde vše ve stejně zničeném stavu jako budova odkud přijeli, ze země také vyvěrají nadpřirozené trhliny a bourají v Central Parku. Theo dává Edwardovi kámen a říká mu, aby ho našel v Metropolitním muzeu umění, poté se zabije. Theův duch poté v muzeu vysvětluje více z historie kamene. Kámen, vytvořený Luciferem po jeho pádu z nebe, sváděl muže sliby velkého bohatství a nesmrtelnosti, ve skutečnosti z nich udělal pouze nádoby pro ďáblovu duši. Edward chce zabít Crowleyho a vydává se na cestu světla, která ho zavádí pod Belvedere Castle v parku. Podle legendy se Edward Carnby narodil již v roce 1888 a od 20. let 20. století je posedlý, nyní je mu 120 let a stále vypadá mladě.
Hra vyšla na MS-Windows, PlayStation 2, PlayStation 3, Xbox 360 a Wii.

### Alone in the Dark: Illumination(2015)
O opuštěném městě Lorwich v jižní Virginii se říká, že ukrývá všudypřítomnou sílu, známou jako Temnotu. Ta má podobu mlhy, zjevení či různých stvoření. Hlavním zdrojem temnoty je prastará bytost Cthulhu, té umožňuje chodit po Zemi tajemný obelisk. Theodore Carnby (potomek Edwarda Carnbyho) je na misi zničit obelisk a vykázat Cthulhu zpět do své dimenze.
Hra vyšla pouze na MS-Windows.

### Alone in the Dark(2024)
Hra je přepracováním prvního dílu z roku 1992. Edward Carnby, nebo Emily Hartwood, procházejí přes sídlo Derceto, aby odhalili jeho tajemství a objasnili sebevraždu Jeremyho Hartwooda.
Hra vyšla na MS-Windows, PlayStation 5 a Xbox Series X/S.

## Hodnocení PC verze
| Díl                                         | Metacritic |
| ------------------------------------------- | ---------- |
| Alone in the Dark (1992)                    | 90 %       |
| Alone in the Dark 2 (1993)                  | 70 %       |
| Alone in the Dark 3 (1995)                  | 60 %       |
| Alone in the Dark: The New Nightmare (2001) | 66 %       |
| Alone in the Dark (2008)                    | 55 %       |
| Alone in the Dark: Illumination (2015)      | 19 %       |
| Alone in the Dark (2024)                    | 67 %       |